# روز دي فريتاس
روز دي فريتاس (من مواليد 23 يناير 1949) سياسية وصحفية من البرازيل. مثلت إسبيريتو سانتو في مجلس الشيوخ الفيدرالي منذ عام 2015. كانت سابقًا نائبة من إسبيريتو سانتو من 2003 إلى 2015. وهي عضو في الحركة الديمقراطية البرازيلية.